# Lejops
Lejops es un género de moscas de las flores (Syrphidae). La mayoría de las especies se encuentran en América y Australia, con la excepción de Lejops vittatus que se encuentra en Europa y Asia.
El género Lejops está estrechamente relacionado con Helophilus, Quichuana y Mallota.

## Especies
Se puede dividir en varios subgéneros:
Subgénero: Anasimyia - a menudo considerado un género propio.
- L. annulipes (Macquart, 1850)
- L. billinearis (Williston, 1887)
- L. borealis (Cole, 1921)
- L. chrysostomus (Wiedemann, 1830)
- L. contractus Claussen & Torp, 1980
- L. distinctus (Williston, 1887)
- L. femoratus Simic, 1987
- L. interpunctus (Harris, 1776)
- L. inundatus (Violovitsh, 1979)[6]
- L. japonicus (Shiraki, 1930)[6]
- L. lunulatus (Meigen, 1822)
- L. perfidiosus (Hunter, 1897)
- L. smirnovi (Stackelberg, 1924)[6]
- L. subtransfugus (Stackelberg, 1963)[6]
- L. transfugus (Linnaeus, 1758)

Subgénero: Arctosyrphus
- L. willingii (Smith, 1912)

Subgénero: Asemosyrphus
- L. mexicanus (Macquart, 1842)
- L. polygrammus (Loew, 1872)

Subgénero: Eurimyia
- L. lineatus (Fabricius, 1787)

Subgénero: Lejops
- L. barbiellinii (Ceresa, 1934)[1]
- L. grisescens Hull, 1943
- L. vittatus (Meigen, 1822)

Subgénero: Lunomyia
- L. cooleyi (Seamans, 1917)

Subgénero: Polydontomyia
- L. curvipes (Wiedemann, 1830)